# Порталь, Николя
Николя Порталь (фр. Nicolas Portal; 23 апреля 1979, Ош — 3 марта 2020, Андорра-ла-Велья) — французский профессиональный велогонщик, по завершении гоночной карьеры — спортивный директор.

## Профессиональная карьера

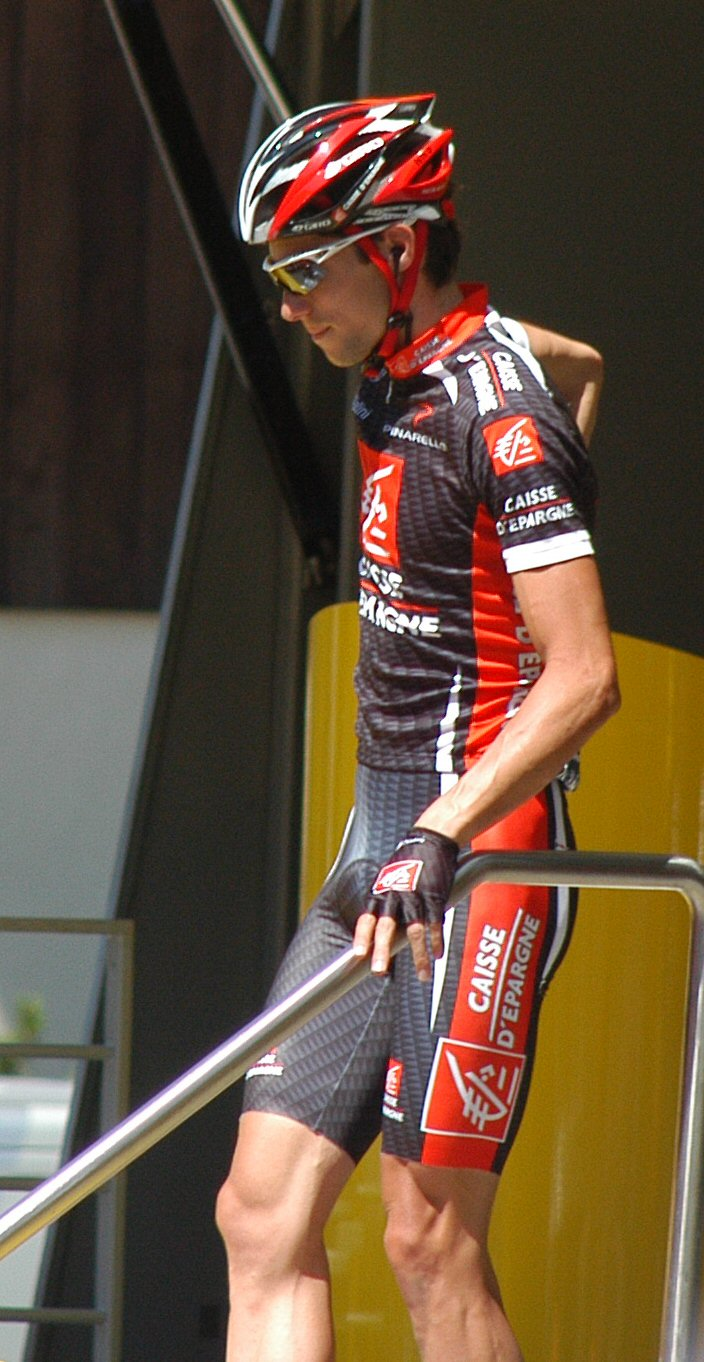
Порталь на Тур де Франс 2007

Родился 23 апреля 1979 года в Оше, Франция. Его отец был менеджером, мать работала помощником врача. Велоспортом начал заниматься как маутинбайкерер, добился успеха в юношеских и молодёжных соревнованиях 1990-х годов. Однако в начале 2000-х годов принял решение переключиться на шоссейный велоспорт.
Первой профессиональной командой в шоссейной карьере Порталя стала Ag2r Prévoyance контракт с которой был им подписан в конце 2001 года, когда он был отрекомендован своим другом менеджеру команды Винсенту Лавену. Выступать за новую команду начал в 2002 году. Свой первый Гранд Тур — Вуэльту Испании, он проехал в 2002 году, в следующем году впервые попробовал свои силы на Тур де Франс.
Впоследствии он проедет Тур де Франс ещё пять раз, всегда достигая финиша в Париже. Его единственная профессиональная победа пришлась на гонку Критериум Дофине 2004 года, где он выиграл третий этап с поздней атакой на заключительном подъёме.
Хотя в профессиональной карьере Порталя было мало индивидуальных успехов, он зарекомендовал себя как один из самых надёжных «грегари». В 2006 году перешёл в команду Caisse d'Epargne-Illes Balears. Порталь был частью команды, которая вела Оскара Перейро к победе на Тур де Франс 2006 года.
Сезон 2009 года Поскаль полностью пропустил из-за сердечной аритмии, следующий сезон 2010 года стал для него последним профессиональным сезоном, он выступал за команду Sky Procycling.

## Карьера спортивного директора
Несмотря на то, что Порталь плохо говорил по-английски, Дэйв Брейлсфорд (владелец команды Team Sky) нанял Порталя в качестве спортивного директора Team Sky практически сразу после того как он завершил карьеру велосипедиста, объяснив своё решение «человеческими качествами» Порталя.
В 2013 году, после ухода некоторых из ведущих сотрудников Team Sky, Порталь был назначен ведущим спортивным директором. Под его руководством гонщики Sky выиграли шесть из следующих семи сезонов Тур де Франс, а также по одной Вуэльте Испании и Джиро д’Италия. Эти победы сделали Порталя одним из самых успешных спортивных директоров в истории велоспорта. В 2019 году, приведя Эгана Берналя к победе в Туре, Порталь стал первым спортивным директором, выигравшим гонку с тремя разными гонщиками после Сирилла Гимара в 1983 году, ранее выиграв её четыре раза с Крисом Фрумом и один раз с Герайнтом Томасом.

## Смерть
Порталь внезапно скончался от сердечного приступа в возрасте 40 лет в своём доме в Андорре 3 марта 2020 года.

## Достижения
2001
Grand Prix de Biran
2003
3-й на Чемпионате Франции по шоссейному велоспорту в индивидуальной гонке
2004
3-й на Критериум Дофине
2005
3-й этап на Вуэльта Кастилии и Леона
2007
1-й этап на Вуэльта Каталонии

### Результаты на Гранд-турах
| Гранд-тур       | 2002 | 2003 | 2004 | 2005 | 2006 | 2007 | 2008 |
| --------------- | ---- | ---- | ---- | ---- | ---- | ---- | ---- |
| Джиро д’Италия  | -    | -    | -    | -    | -    | -    | -    |
| Тур де Франс    | -    | 82   | 72   | 88   | 100  | 57   | 65   |
| Вуэльта Испании | 84   | -    | -    | -    | -    | -    | -    |

— (прочерк) — не участвовал